# Euphorbia longicornuta
Euphorbia longicornuta är en törelväxtart som beskrevs av Sereno Watson. Euphorbia longicornuta ingår i släktet törlar, och familjen törelväxter. Inga underarter finns listade i Catalogue of Life.